# Pomairòls
Pomairòls (en occità Pomayrols) és un municipi francès situat al departament de l'Avairon i a la regió d'Occitània.

## Demografia
| 1962                                       | 1968 | 1975 | 1982 | 1990 | 1999 |
| ------------------------------------------ | ---- | ---- | ---- | ---- | ---- |
| 276                                        | 283  | 246  | 178  | 182  | 152  |
| Des de 1962: població sense dobles comptes |      |      |      |      |      |

## Administració
| Període   | Identitat        | Partit |
| --------- | ---------------- | ------ |
| 1959-1967 | Joseph Tisse     |        |
| 1967-1983 | Jean Savaric     |        |
| 1983-2008 | André Solignac   |        |
| 2008-     | Bernard Solignac |        |